# Erberto III d'Omois
Erberto detto il Vecchio (913 circa – 983/985) fu conte di Omois (una regione che corrisponde all'incirca all'attuale Arrondissement di Château-Thierry) dal 943. Dal 967 resse la contea di Champagne, assieme al nipote, Erberto II di Troyes conte di Meaux e Troyes, sino alla sua morte.

## Origine
Era figlio maschio secondogenito del conte di Vermandois, di Meaux, di Soissons e di Madrie e di Vexin, signore di Peronne, Senlis e San Quintino e futuro conte di Troyes, Erberto II (880 – 943) (discendente del re d'Italia, Bernardo, nipote di Carlo Magno) e di Adele (ca. 895- ca. 931), l'unica figlia del marchese di Neustria e futuro re di Francia, Roberto I, e di Adele del Maine, come è indicato nelle Europäische Stammtafeln, vol II cap. 10 (non consultate). La Chronica Albrici Monachi Trium Fontium, citandoli nell'anno 920, conferma la parentela tra Erberto II e Roberto I.

## Biografia
Erberto III, nel 938, fu accanto al padre, Eriberto II, nella lotta che condusse contro il re dei Franchi occidentali, il carolingio, Luigi IV, che due anni prima, il 19 giugno 936, era stato incoronato re, soprattutto per l'appoggio di suo padre. In quattro anni, dopo essersi alleati col duca dei Franchi, Ugo il Grande (zio di Eriberto III da parte di madre), e, per un certo periodo, nel 939, anche col re di Germania, Ottone I, che aveva obbligato Luigi IV a rinunciare definitivamente alla Lotaringia, Erberto II e Ugo, nel 940, occuparono Reims (dove, Erberto poté far consacrare suo figlio Ugo vescovo di Reims), poi assediarono Laon ed infine, nelle Ardenne sconfissero il loro re Luigi IV, che dovettee dovette rifugiarsi, sino al 941, presso Ugo il Nero, nel ducato di Borgogna.
Quando suo padre, Erberto II, fondatore della prima casa di Champagne, morì il 23 febbraio 943, la divisione dei titoli e dei domini tra i figli avvenne sotto la guida del loro zio, Ugo il Grande:
- ad Erberto III, andarono la contea di Ormois e le fortezze di Château-Thierry, oltre all'abbazia di San Medardo a Soissons.
- la contea di Vermandois, al figlio Alberto,
- la contea di Soissons al figlio, Guido e
- la contea di Meaux, al figlio, Roberto, che riuscì ad entrare in possesso della contea di Troyes solo dopo la morte del duca di Borgogna, Gilberto, nel 956.

Nel 951, Erberto III sposò la vedova del re dei Franchi occidentali, Carlo III il Semplice e madre dell'allora re Luigi IV, Eadgifu (ca. 905 - ca. 953), figlia del Re del Wessex, Edoardo il Vecchio, e della sua seconda moglie Elfleda, come riferisce Guglielmo di Malmesbury nelle sue cronache ( † 920), figlia del conte (Ealdorman of Wiltshire) Etelelmo ( † 897) e della moglie Elswita, di cui non si conoscono gli ascendenti.
Il matrimonio è citato dal cronista Flodoardo.
Secondo Flodoardo appena il figlio di Eadgifu, Lotario IV, venne a conoscenza del matrimonio si adirò e,in quello stesso anno, le confiscò il monastero di Notre-Dame a Laon, di cui era badessa, per farne dono alla propria moglie, Gerberga di Sassonia.
Nel 952, Erberto III, col fratello Roberto, apprestò delle difese nella zona della Marna, in appoggio allo zio, Ugo il Grande.
Dopo la morte di Luigi IV, nel 954, salì al trono il figlio, Lotario IV, che lo nominò conte Palatino.
Dopo la morte del fratello, Roberto, resse la contea di Champagne (nata dall'unione delle contee di Meaux e Troyes, assieme al nipote, Erberto II di Troyes Duchi e conti di Champagne#conte di Meaux e Troyes, come si può vedere dalla lettera n° 17 delLʹEPISTOLARIO DI GERBERTO DI AURILLAC (Gerberto di Aurillac è il futuro Papa Silvestro II), del 984, in cui Erberto viene citato col titolo di conte di Troyes.
Per ciò che concerne la data della morte di Erberto, nella Chronica Albrici Monachi Trium Fontium, viene citato come il conte di Troyes, Erberto detto il Vecchio, che si spense nell'anno 989, a Lagny, dove fu sepolto.

## Discendenza
Erberto III non ebbe figli dalla moglie Eadgifu e di lui non si conosce alcuna discendenza.

## Ascendenza
|                          |                  |                        | Genitori     |  |  | Nonni |  |  | Bisnonni               |  |  | Trisnonni         |  |
|                          |                  |                        |              |  |  |       |  |  | Pipino I di Vermandois |  |  | Bernardo d'Italia |  |
|                          |                  |                        |              |  |  |       |  |  | Pipino I di Vermandois |  |  | Bernardo d'Italia |  |
|                          |                  | Cunegonda              |              |  |  |       |  |  | Pipino I di Vermandois |  |  |                   |  |
| Erberto I di Vermandois  |                  |                        |              |  |  |       |  |  | Pipino I di Vermandois |  |  |                   |  |
|                          |                  | …                      | …            |  |  |       |  |  |                        |  |  |                   |  |
|                          |                  | …                      | …            |  |  |       |  |  |                        |  |  |                   |  |
|                          |                  | …                      | …            |  |  |       |  |  |                        |  |  |                   |  |
| Erberto II di Vermandois |                  | …                      |              |  |  |       |  |  |                        |  |  |                   |  |
|                          |                  | …                      | …            |  |  |       |  |  |                        |  |  |                   |  |
|                          |                  | …                      | …            |  |  |       |  |  |                        |  |  |                   |  |
|                          |                  | …                      | …            |  |  |       |  |  |                        |  |  |                   |  |
| Liutgarda di Morvois     |                  | …                      |              |  |  |       |  |  |                        |  |  |                   |  |
|                          |                  | …                      | …            |  |  |       |  |  |                        |  |  |                   |  |
|                          |                  | …                      | …            |  |  |       |  |  |                        |  |  |                   |  |
|                          |                  | …                      | …            |  |  |       |  |  |                        |  |  |                   |  |
| Erberto III d'Omois      |                  | …                      |              |  |  |       |  |  |                        |  |  |                   |  |
|                          | Roberto il Forte | Roberto III di Hesbaye |              |  |  |       |  |  |                        |  |  |                   |  |
|                          | Roberto il Forte | Roberto III di Hesbaye |              |  |  |       |  |  |                        |  |  |                   |  |
|                          | Roberto il Forte | Wiltrude di Orléans    |              |  |  |       |  |  |                        |  |  |                   |  |
| Roberto I di Francia     | Roberto il Forte |                        |              |  |  |       |  |  |                        |  |  |                   |  |
|                          |                  | Adelaide d'Alsazia     | Ugo di Tours |  |  |       |  |  |                        |  |  |                   |  |
|                          |                  | Adelaide d'Alsazia     | Ugo di Tours |  |  |       |  |  |                        |  |  |                   |  |
|                          |                  | Adelaide d'Alsazia     | Ava/Bava     |  |  |       |  |  |                        |  |  |                   |  |
| Adele di Neustria        |                  | Adelaide d'Alsazia     |              |  |  |       |  |  |                        |  |  |                   |  |
|                          |                  | …                      | …            |  |  |       |  |  |                        |  |  |                   |  |
|                          |                  | …                      | …            |  |  |       |  |  |                        |  |  |                   |  |
|                          |                  | …                      | …            |  |  |       |  |  |                        |  |  |                   |  |
| Adele del Maine          |                  | …                      |              |  |  |       |  |  |                        |  |  |                   |  |
|                          |                  | …                      | …            |  |  |       |  |  |                        |  |  |                   |  |
|                          |                  | …                      | …            |  |  |       |  |  |                        |  |  |                   |  |
|                          |                  | …                      | …            |  |  |       |  |  |                        |  |  |                   |  |
|                          |                  | …                      |              |  |  |       |  |  |                        |  |  |                   |  |

### Fonti primarie
- (LA)  Monumenta Germaniae Historica, Scriptores, tomus III.
- (LA)  Monumenta Germaniae Historica, Scriptores, tomus XXIII.
- (EN)  William of Malmesbury The History of the kings of England.
- EPISTOLARIO DI GERBERTO DI AURILLAC.

### Letteratura storiografica
- René Poupardin, I regni carolingi (840-918), in «Storia del mondo medievale», vol. II, 1999, pp. 583–635
- Louis Halphen, Francia: gli ultimi Carolingi e l'ascesa di Ugo Capeto (888-987), in «Storia del mondo medievale», vol. II, 1999, pp. 636–661